# Ildikó Ságiová-Rejtőová
Ildikó Ságiová-Rejtőová (Ságiné Rejtő Ildikó) za svobodna Ildikó Rejtőová (* 11. května 1937 Budapešť, Maďarsko) je bývalá maďarská sportovní šermířka, která se specializovala na šerm fleretem.
Maďarsko reprezentovala v padesátých, šedesátých a sedmdesátých letech. V polovině šedesátých let závodila pod jménem Ildikó Ujlakiová-Rejtőová. Na olympijských hrách startovala v roce 1960, 1964, 1968, 1972 a 1976 v soutěži jednotlivkyň a družstev. V soutěži jednotlivkyň získala na olympijských hrách 1964 zlatou olympijskou medaili a na olympijských hrách 1968 bronzovou olympijskou medaili. V roce 1963 získala titul mistryně světa v soutěži jednotlivkyň. S maďarským družstvem fleretistek vybojovala na olympijských hrách zlatou (1964), tři stříbrné (1960, 1968, 1972) a jednu bronzovou (1976) olympijskou medaili. V roce 1959, 1962, 1967 a 1973 vybojovala s družstvem titul mistryň světa.